# Epidendrum johnstonii
Epidendrum johnstonii är en orkidéart som beskrevs av Oakes Ames. Epidendrum johnstonii ingår i släktet Epidendrum och familjen orkidéer.
Artens utbredningsområde är Venezolanska Antillerna. Inga underarter finns listade i Catalogue of Life.